# Championnat du Mexique féminin de football
La Liga BBVA MX Femenil est la plus haute division féminine du football au Mexique. Organisée par la Fédération mexicaine de football, cette ligue professionnelle compte 18 équipes, chacune étant reliée à une équipe de Liga MX. Suivant le même calendrier que la ligue masculine, chaque saison comporte deux phases : un tournoi apertura, qui se déroule de juillet à décembre, et un tournoi clausura, qui se déroule de janvier à mai. Les premières compétitions officielles de la ligue se déroulent en mai 2017 par la Copa de la Liga MX Femenil 2017 (en), tandis que la saison inaugurale commence en juillet 2017.

## Histoire

### Contexte

#### Liga Mexicana de Fútbol Femenil
En 2007, une tentative de professionnalisation du football féminin au Mexique a lieu via la Liga Mexicana de Fútbol Femenil (en). Alors que la ligue a eu un certain succès, en particulier lorsque l'équipe nationale du Mexique a battu les États-Unis pour la première fois en 2010, elle n'avait pas de sponsor majeur et n'avait pas de couverture médiatique. De même, de grands clubs, comme Chivas de Guadalajara, ont retiré leur soutien. En conséquence, la ligue a été reléguée au statut semi-professionnel[réf. nécessaire].

#### NWSL
En 2012, la Fédération américaine de soccer, l'Association canadienne de soccer, la Fédération mexicaine de football, la USL W-League et la Women's Premier Soccer League se réunissent pour former la National Women's Soccer League. Depuis sa saison inaugurale en 2013, au cours de laquelle la joueuse mexicaine Renae Cuéllar marque le premier but de la ligue, le Mexique allouait des joueuses, sous contrat avec la fédération, à des clubs de la ligue dans le but de développer des talents en Amérique du Nord. Cependant, en 2016, la fédération mexicaine annonce qu'elle n'allouerait plus de joueuses, ce qui préfigurait la Liga MX Femenil.

#### Première équipe
Marbella Ibarra (en), défenseuse du football féminin, intervient auprès des Xolos de Tijuana pour les persuader de créer une équipe féminine en 2014. Andrea Rodebaugh, ancien joueur de l'équipe nationale et entraîneur de l'équipe nationale féminine U-20, prend la tête de l'équipe pendant son passage dans la Premier Soccer League féminine.

### Une nouvelle ligue mexicaine

#### Préparation
En décembre 2016, lors d'une assemblée générale avec tous les propriétaires de clubs de la Liga MX dans le nouveau siège de la fédération mexicaine de football, le PDG de la Liga MX, Enrique Bonilla, annonce la formation de la nouvelle Liga MX Femenil. Dans le but de développer les talents au Mexique, il annonce que 16 clubs de Liga MX (à l'exclusion de Puebla et du Chiapas en raison de problèmes financiers) aligneraient des équipes U-23 avec quatre joueuses U-17 et jusqu'à deux joueuses plus âgées.
Avant la saison inaugurale, les équipes participent à une coupe nationale appelée Copa de la Liga MX Femenil 2017 (en) en mai 2017. Le tournoi a eu lieu entre le 3 mai et le 6 mai 2017 avec seulement 12 des 16 équipes participantes, quatre n'ayant pas d'équipe prête. CF Pachuca remporte la finale 9-1 contre le Club Tijuana.

#### Première saison
Les premiers matchs du tournoi d'ouverture, Apertura, ont lieu le 28 juillet 2017. Le CD Guadalajara remporte le championnat le 24 novembre 2017, battant CF Pachuca lors du dernier match de playoffs en deux matchs. Les deux matches ont attiré des foules record de 28 955 et 32 466 spectateurs, respectivement,.
Le commentateur Glenn Moore a déclaré que la Liga MX Femenil avait conclu une «première campagne très réussie».

#### Ambitions internationales
Avec les années, le championnat baisse, voir supprime, peu à peu ses critères. Lors de la quatrième saison, la restriction d'âge est notamment supprimée. Désormais, jusqu'à 4 joueuses étrangères sont autorisées par club.
Pour attirer l'attention du public international, la Liga MX s'attelle à signer des joueuses étrangères de classe mondiale. Plusieurs joueuses européennes reconnues, bien qu'en fin de carrière, signent ainsi pour le championnat, dont l'Espagnole vainqueure de la Ligue des champions Jennifer Hermoso qui rejoint Pachuca en 2022 où elle est accueillie comme une star. Suivent notamment les Espagnoles Andrea Pereira et Sandra Paños du FC Barcelone ou les Françaises Kheira Hamraoui et Amandine Henry,.

## Palmarès et statistiques

### Titres par club

#### Tournois saisonniers
| Rang | Club           | Titres | Finales | Éditions remportées                                                                                             |
| ---- | -------------- | ------ | ------- | --- |
| 1    | Tigres UANL    | 6      | 4       | Clausura 2018 (en), Clausura 2019 (en), Guardianes 2020, Guardianes Clausura 2021, Apertura 2022, Apertura 2023 |
| 2    | CF Monterrey   | 4      | 3       | Apertura 2019 (en), Apertura 2021, Clausura 2024, Apertura 2024                                                 |
| 3    | Club América   | 3      | 3       | Apertura 2018 (en), Clausura 2023 Clausura 2025                                                                 |
| 4    | CD Guadalajara | 2      | 1       | Apertura 2017 (en), Clausura 2022                                                                               |
| 5    | CF Pachuca     | 1      | 3       | Clausura 2025                                                                                                   |

#### Campeón de Campeones
| Rang | Club           | Titres | Finales | Éditions remportées             |
| ---- | -------------- | ------ | ------- | ------------------------------- |
| 1    | Tigres UANL    | 3      | 0       | 2020-2021, 2022-2023, 2023-2024 |
| 2    | CD Guadalajara | 1      | 0       | 2021-2022                       |
| 3    | CF Monterrey   | 0      | 1       |                                 |
| 4    | Club América   | 1      | 1       |                                 |

### Bilan par édition
| Saison                   | Champion            | Résultat            | Finaliste           | Meilleure buteuse      | Meilleure buteuse   | Meilleure buteuse   | Campeón de campeones | Campeón de campeones   |
| Saison                   | Champion            | Résultat            | Finaliste           | Joueuse                | Club                | Buts                | Vainqueur            | Score                  |
| ------------------------ | ------------------- | ------------------- | ------------------- | ---------------------- | ------------------- | ------------------- | -------------------- | ---------------------- |
| Apertura 2017 (en)       | CD Guadalajara      | 0-2, 3–0            | CF Pachuca          | Lucero Cuevas (en)     | Club América        | 15                  | /                    | /                      |
| Clausura 2018 (en)       | Tigres UANL         | 2–2, 2–2 (4-2 pen)  | CF Monterrey        | Lucero Cuevas (en)     | Club América        | 15                  | /                    | /                      |
| Apertura 2018 (en)       | Club América        | 2–2, 1–1 (3-1 pen)  | Tigres UANL         | Desirée Monsiváis (en) | CF Monterrey        | 13                  | /                    | /                      |
| Clausura 2019 (en)       | Tigres UANL         | 1–1, 2–1            | CF Monterrey        | Fabiola Ibarra         | Atlas               | 7                   | /                    | /                      |
| Clausura 2019 (en)       | Tigres UANL         | 1–1, 2–1            | CF Monterrey        | Isela Ojeda            | Club Santos Laguna  | 7                   | /                    | /                      |
| Apertura 2019 (en)       | CF Monterrey        | 1–1, 1–0            | Tigres UANL         | Desirée Monsiváis (en) | CF Monterrey        | 17                  | /                    | /                      |
| Apertura 2019 (en)       | CF Monterrey        | 1–1, 1–0            | Tigres UANL         | Viridiana Salazar (en) | CF Pachuca          | 17                  | /                    | /                      |
| Clausura 2020 (en)       | Aucun titre décerné | Aucun titre décerné | Aucun titre décerné | Aucun titre décerné    | Aucun titre décerné | Aucun titre décerné | Aucun titre décerné  | Aucun titre décerné    |
| Apertura 2020            | Tigres UANL         | 1–0, 0–1 (3-2 pen)  | CF Monterrey        | Katty Martínez (en)    | Tigres UANL         | 18                  | Tigres UANL          | /                      |
| Guard1anes Clausura 2021 | Tigres UANL         | 2-1 ; 5-3           | CD Guadalajara      |                        |                     |                     | Tigres UANL          | /                      |
| Apertura 2021            | CF Monterrey        | 2-2, 0-0 (3-1 pen)  | Tigres UANL         |                        |                     |                     | CD Guadalajara       | 1-1, 0-0 (3-0t. a. b.) |
| Clausura 2022            | CD Guadalajara      | 4-2, 0-1            | CF Pachuca          |                        |                     |                     | CD Guadalajara       | 1-1, 0-0 (3-0t. a. b.) |
| Apertura 2022            | Tigres UANL         | 1-0, 2-0            | Club América        |                        |                     |                     | Tigres UANL          | 2-0, 1-0               |
| Clausura 2023            | Club América        | 2-1, 2-1            | CF Pachuca          |                        |                     |                     | Tigres UANL          | 2-0, 1-0               |
| Apertura 2023            | Tigres UANL         | 3-0, 0-0            | Club América        |                        |                     |                     | Tigres UANL          | 0-0, 3-2               |
| Clausura 2024            | CF Monterrey        | 0-1, 2-1 (4-3 pen)  | Club América        |                        |                     |                     | Tigres UANL          | 0-0, 3-2               |
| Apertura 2024            | CF Monterrey        | 0-1, 3-2 (4-3 pen)  | Tigres UANL         |                        |                     |                     | -                    | -                      |
| Clausura 2025            | CF Pachuca          | 3-0, 0-2            | Club América        |                        |                     |                     |                      |                        |

### Affluences
La fréquentation pour la première saison régulière des 16 équipes était de 307 202 pour 112 matches, soit une moyenne de 2 743 par match. La fréquentation pour 6 matchs d'après-saison était de 104 804 personnes. La participation totale pour 118 matches était de 412 006, et une moyenne de 3 492 par match.

## Organisation

### Règlement et format
Au cours de la saison inaugurale, les équipes devaient aligner des équipes U-23, quatre places étant réservés à des joueuses U-17, tandis que deux étaient réservés à des joueuses plus âgés. Toutes les joueuses devaient être nées au Mexique. De plus, les seize équipes sont divisées en deux groupes. Les équipes de chaque groupe s'affrontent deux fois par saison. Les deux meilleures équipes de chaque groupe se qualifient pour les séries éliminatoires, composées de demi-finales en deux matches (à domicile et à l'extérieur) et d'une finale, également en deux matches.
Après la première saison, les règles sont restées globalement les mêmes. Cependant, la limite U-23 a été augmentée à U-24. Quant aux playoffs, la « liguilla », ils sont étendus à huit équipes, les quatre meilleures équipes de chaque groupe. La meilleure équipe d'un groupe jouant la quatrième équipe de l'autre groupe en quarts de finale.
Pour la troisième saison, la limite d'âge a été portée à 25 ans, mais chaque équipe est autorisée à aligner jusqu'à 6 joueuses dépassant l'âge à la fois. De plus, les groupes sont défaits, de sorte que chaque équipe se rencontre au moins une fois pendant la saison. Les joueuses mexicaines nées à l'étranger sont également autorisés à jouer, jusqu'à six par équipe. Cette décision a attiré plus de joueurs de la NCAA ainsi que de la NWSL et de la Primera División espagnole. Auparavant, seule Alejandría Godínez (en), la gardienne de but de Pachuca, représentait la NCAA en tant qu'ancienne de DePaul .

### Faits notables
La ligue marque l'histoire avec la finale entre CF Monterrey et les Tigres UANL qui a été le match de club à la plus grande affluence de l'histoire du football féminin, avec un total de 51.211 supporters à l'Estadio BBVA. Après la finale espagnole 2019, ce record est battu, mais le Mexique détient toujours 7 des 10 records de fréquentation les plus élevés pour des matchs de clubs. Cela s'ajoute au record du Mexique pour la plus forte participation à un événement sportif féminin, qui a eu lieu lors de la finale de la Coupe du monde féminine de 1971 à l'Estadio Azteca .
Le 5 octobre 2019, la Liga MX Femenil et la NWSL organisent leur tout premier match amical international. Les Tigres accueillent leurs compatriotes rivaux de la CONCACAF, le Houston Dash, à l'Estadio Universitario. Les Tigres remportent ce match 2-1. L'année suivante, Houston remporte la première Challenge Cup, tandis que Tigres terminent deuxième de l'Apertura 2019.

### Changements de club
Au cours de la saison inaugurale, 16 des 18 équipes de Liga MX ont aligné une équipe féminine. Chiapas et Puebla ont reçu un laissez-passer compte tenu de leurs difficultés financières. Cependant, à la deuxième saison, les 18 équipes ont aligné une équipe. À ce moment-là, le Chiapas avait été relégué en Ascenso MX, tandis que Lobos BUAP avait été promu en première division. Ainsi, Lobos BUAP et Puebla alignèrent tous deux des équipes féminines.
Pour la troisième saison, le peloton s'élargit à 19 équipes, l'Atlético San Luis étant promu en Liga MX alors qu'aucune équipe n'est reléguée. Ainsi, leur promotion introduit également leur équipe féminine dans le championnat féminin. De plus, le Lobos BUAP est racheté par le FC Juárez, alors en deuxième division, l'équipe féminine passe alors de Puebla à Juárez pour former le FC Juárez Femenil. Après l'Apertura 2019, Veracruz est dissout, son équipe féminine (en) également, ramenant la ligue à 18 équipes.

### Sponsors
Juste avant la troisième saison, BBVA México annonce qu'il sponsoriserait la Liga MX Femenil en plus de Liga MX et Ascenso MX. Avec le parrainage, qui est prévu pour au moins trois ans, le nom de la ligue est changé en Liga BBVA MX Femenil en juin 2019. Chaque club a également des sponsors pour leurs maillots, leurs salaires, leurs droits télévisés et d'autres facteurs.

### Divisions inférieures
En plus de la Liga Mexicana de Fútbol Femenil, qui abrite la SuperLiga et la segunda división, le Mexique possède également la Liga Mayor Femenil. La plupart des joueuses de la Liga MX Femenil ont auparavant joué dans l'une de ces ligues existantes, ainsi que dans diverses équipes universitaires mexicaines ou américaines ou en WPSL.

## Équipes actuelles
Les 18 clubs suivants s'affronteront dans la Liga MX Femenil au cours de la saison 2020–21 .
| Club               | Ville                        | Stade                          | Capacité | Réf    |
| ------------------ | ---------------------------- | ------------------------------ | -------- | ------ |
| Club América       | Mexico                       | Azteca                         | 81 070   | [ 19 ] |
| Atlas              | Guadalajara                  | Jalisco                        | 55 020   | [ 20 ] |
| Atlético San Luis  | Ville de San Luis Potosí     | Alfonso-Lastras                | 25 709   | [ 21 ] |
| Cruz Azul          | Ciudad Cooperativa Cruz Azul | 10 décembre                    | 14 500   | [ 22 ] |
| CD Guadalajara     | Zapopan                      | Akron                          | 46 232   | [ 23 ] |
| Juárez             | Ciudad Juárez                | Olímpico Benito Juárez         | 19 703   | [ 24 ] |
| León               | León                         | León                           | 31 297   | [ 25 ] |
| Mazatlán (en)      | Mazatlán                     | Mazatlán                       | 25 000   | [ 26 ] |
| CF Monterrey       | Guadalupe                    | BBVA                           | 51 348   | [ 27 ] |
| Necaxa (en)        | Aguascalientes               | Victoria                       | 23 851   | [ 28 ] |
| CF Pachuca         | Pachuca                      | Hidalgo                        | 27 512   | [ 29 ] |
| Puebla (en)        | Puebla                       | Cuauhtémoc                     | 47 417   | [ 30 ] |
| Querétaro          | Santiago de Querétaro        | Corregidora                    | 34 107   | [ 31 ] |
| Club Santos Laguna | Torreón                      | Corona                         | 29 237   | [ 32 ] |
| Tijuana            | Tijuana                      | Caliente                       | 27 333   | [ 33 ] |
| Deportivo Toluca   | Toluca                       | Nemesio Díez                   | 31 000   | [ 34 ] |
| Tigres UANL        | San Nicolás de los Garza     | Universitario                  | 41 886   | [ 35 ] |
| UNAM               | Mexico                       | Estadio Olímpico Universitario | 48 297   | [ 36 ] |